# Thermocyclops thermocyclopoides
Thermocyclops thermocyclopoides is een eenoogkreeftjessoort uit de familie van de Cyclopidae. De wetenschappelijke naam van de soort is voor het eerst geldig gepubliceerd in 1931 door Harada.